# Трочани
Трочани (словац. Tročany) — село в Словаччині, Бардіївському окрузі Пряшівського краю. 
Вперше згадується у 1270 році. Населене українцями, але після Другої світової війни — під загрозою переселення в УССР — абсолютна більшість селян переписалася на словаків та русинів.
В селі є греко-католицька церква св. Луки з 1739 року на місці старшої дерев'яної готичної церкви з 12 ст., національна культурна пам'ятка та римо-католицький костел, старша будівля, реконструйована у 1757 році.

## Географія
Розташоване в північно-східній частині Словаччини, на південних схилах Низьких Бескидів. Протікає річка Решовка.

## Населення
| Рік:            | 1994. | 2004.   | 2014.   | 2024.   |
| --------------- | ----- | ------- | ------- | ------- |
| Кількість осіб: | 301   | 318     | 301     | 292     |
| Різниця:        |       | +5,64 % | -5,34 % | -2,99 % |

| Рік:            | 2023. | 2024.   |
| --------------- | ----- | ------- |
| Кількість осіб: | 298   | 292     |
| Різниця:        |       | -2,01 % |

В селі проживає 315 осіб.
Національний склад населення (за даними останнього перепису населення — 2001 року):
- словаки — 99,07%
- русини — 0,31%

Склад населення за приналежністю до релігії станом на 2001 рік:
- римо-католики — 98,45%,
- греко-католики — 0,93%,
- не вважають себе віруючими або не належать до жодної вищезгаданої церкви — 0,62%